# Michael Fitzgerald (acteur)
Pour les articles homonymes, voir Michael Fitzgerald.
Michael Fitzgerald est un acteur britannique.

## Filmographie

### Cinéma
- 1988 : Triple Assassinat dans le Suffolk : M. Van Dyke des années 1970
- 1989 : The Tall Guy : l'homme avec un aspirateur
- 1997 : Oscar Wilde : Alfred Taylor
- 1998 : B. Monkey : Magnus
- 2000 : Undertaker's Paradise
- 2001 : Intimité : le propriétaire du bar
- 2001 : Charlotte Gray : l'homme d'affaires à la fête
- 2003 : Love Actually : Michael, le frère de Sarah
- 2005 : Kingdom of Heaven : Humphrey
- 2005 : Chromophobia : un chirurgien plastique
- 2009 : Foxes in the Underground : Howard
- 2014 : Fascinating Aïda: Charm Offensive
- 2015 : The Marriage of Reason and Squalor : le capitaine océanique
- 2017 : The Bookshop : M. Raven

### Télévision
- 1985 : Theatre Night : un gardien (1 épisode)
- 1988 : Blind Justice : Robert Holmes (1 épisode)
- 1995 : The Choir : Canon Neil Patterson (4 épisodes)
- 1995 : The Bill : Alan Bicknell (1 épisode)
- 1996 : Inspecteur Wexford : Edward Brannel (2 épisodes)
- 2001 : The Infinite Worlds of H. G. Wells : Albert Pyecraft (6 épisodes)
- 2006 : Doctor Who : le duc de Manhattan (1 épisode)
- 2006-2008 : Inspecteur Barnaby : Francis Crawford et Hugo Cartwright (2 épisodes)
- 2009 : Doctors : Jeremy Travelian (1 épisode)
- 2011 : Camelot : Tomal (1 épisode)
- 2011-2014 : Borgia : Oliviero Carafa (21 épisodes)
- 2012 : Parade's End : le commissionnaire (1 épisode)
- 2013 : Flics toujours : Murray Blaker (1 épisode)
- 2013 : Le Retour de Jack l'éventreur : Peter Dunn (2 épisodes)
- 2015 : Panthers : Sol Meyer (1 épisode)
- 2016 : Maigret : le propriétaire de l'hôtel (1 épisode)
- 2021 : American Crime Story : Stephen Enghouse (1 épisode)
- 2024 : Industry : Richard Temple (1 épisode)